# Phyllonorycter genistella
Phyllonorycter genistella là một loài bướm đêm thuộc họ Gracillariidae. Nó được tìm thấy ở bán đảo Iberia.
Ấu trùng ăn Genista florida. Chúng ăn lá nơi chúng làm tổ. They create an upper-surface tentiform mine.